# Easily Embarrassed
Easily Embarrassed is een abstract ambient, downtempo muziekproject, dat overeenkomsten heeft met het downtempo Psychedelic trance-genre (ook wel Psybient of Psychill).
In 2006 verspreidde de groep 2 ep-demos, waarvan 'Darkened Emotion' opnieuw uitgebracht is op het Nederlandse label Cardamar Music, gevolgd door debuutalbum Idyllic Life in 2008.
In 2009 bracht de groep hun tweede studioalbum Planet Discovery uit op het Cosmic Leaf label. Kort daarna zag de ep With Eyes Shut het licht.
Het langverwachte derde album EE3 werd in augustus 2011 uitgebracht. In maart 2016 volgde EE4.

## Discografie

### Studio Releases
- From Sunset Last Night To Sunrise This Morning (I Don't Want To Sleep) EP (Sublogic Corporation, 2006)
- Darkened Emotion EP (Cardamar Music, 2007)
- Idyllic Life (Cardamar Music, 2008)
- Through The Galaxy EP (Soundmute, 2008)
- Planet Discovery (Cosmic Leaf, 2009)
- With Eyes Shut EP (Cosmic Leaf, 2010)